# IBM 3270

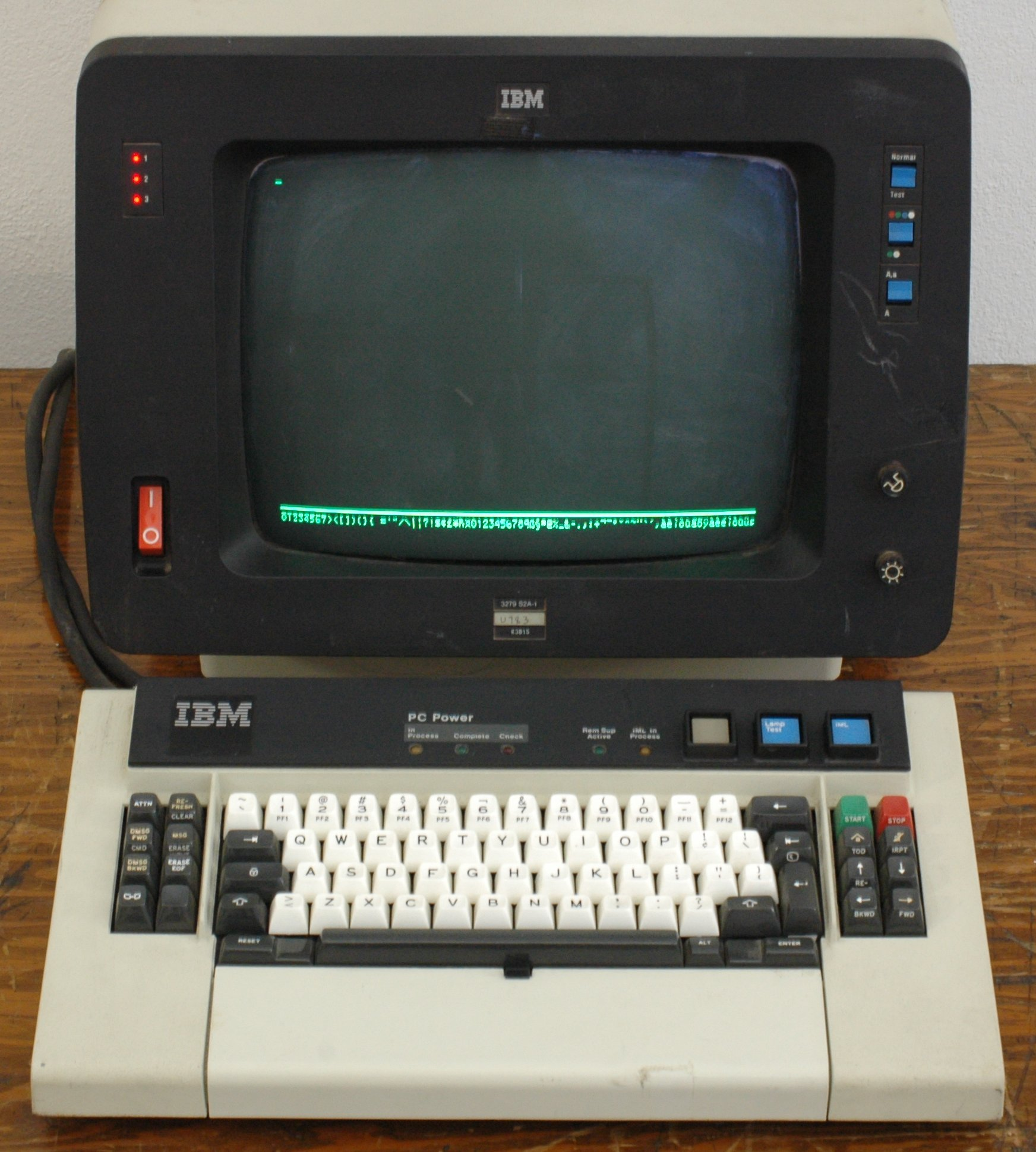
Терминал IBM 3270

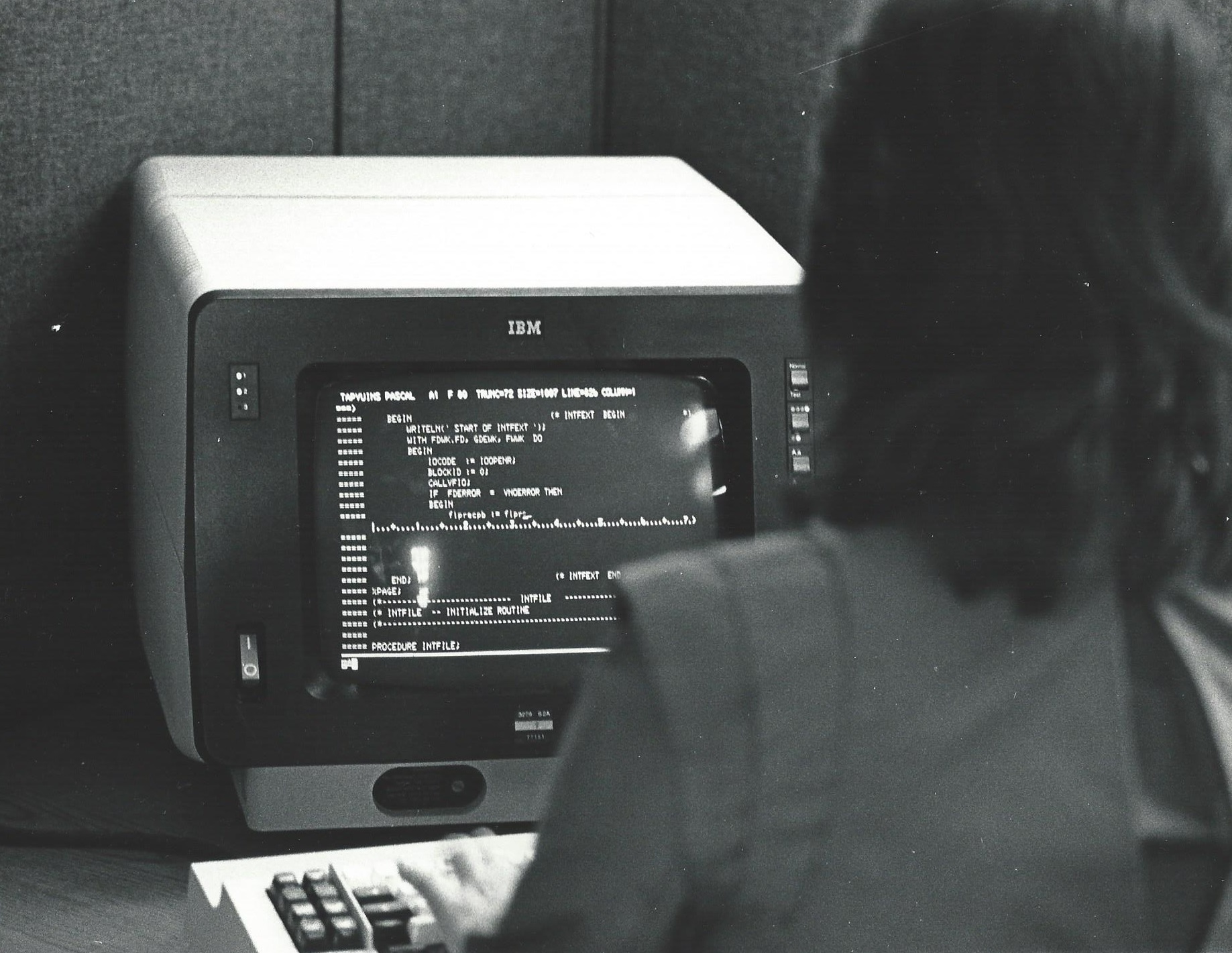
Работа программиста за терминалом IBM 3270 (1983 год)

IBM 3270 — общее название серии терминалов производства компании IBM, выпуск которой был начат в 1972 году. Терминалы обладали встроенными интеллектуальными функциями, обеспечивавшими базовую функциональность форм ввода-вывода (то есть при заполнении или обновлении заданной терминалу формы осуществлялась только передача информации её изменившихся полей).
Протокол передачи данных 3270 обеспечивает блочную передачу информации, в отличие от посимвольной, принятой в большинстве других терминалов. Ввод-вывод отдельных символов в пределах формы ввода-вывода обрабатывается самим терминалом, не обращающимся при этом к вышестоящему оборудованию, что в годы начала эксплуатации таких терминалов обеспечило радикальный рост производительности систем — при работе приложений, оптимизированных под функции ввода-вывода 3270, один центральный мейнфрейм был в состоянии поддерживать обмен данными с тысячами и даже десятками тысяч таких терминалов. (Аппаратные средства IBM позволяли размещать терминалы в географически удалённых точках, подключая их к мейнфрейму через концентраторы по сетевым протоколам семейства SNA).
В странах СЭВ аналогом 3270, частично воспроизводящим его функциональность была серия терминалов ЕС 7920, выпускавшаяся в ряде стран-участников программы ЕС ЭВМ, прежде всего, в СССР и ГДР. В СССР наиболее масштабный проект, связанный с этим терминалом — Сирена-3, предполагал установку свыше 20000 рабочих мест на его базе, управляемых одним единственным мейнфреймом, расположенным в Москве. Сирена-3 так и не была реализована в полном объёме.
Позднейшие модификации 3270 получили программируемые функциональные клавиши, поддержку цвета и, наконец, графический режим (IBM 3279).
Кроме терминалов как таковых, несколькими мелкими сериями IBM выпустила персональные компьютеры гибридной архитектуры — совместимые с IBM PC и 3270 одновременно (первая модель такой машины называлась 3270 PC).
Серия IBM 3270 породила множество клонов, кроме того, необходимость интеграции программного обеспечения мейнфреймов, использующего специфические возможности этого терминала в инфраструктуру, основанную на персональных компьютерах привела к появлению целого класса программ — эмуляторов терминала 3270. Некоторые из них способны работать по модемному соединению или через прямое соединение по последовательному порту, некоторые — обеспечивают сессию 3270 через Telnet (точнее, через специализированную модификацию Telnet — TN3270, так как базовый (строковый) протокол Telnet приводит к некорректному отображению векторного ввода и вывода, предназначенного для 3270). Эмуляторы от фирмы Novell, поставлявшиеся в качестве отдельного продукта для работы с Netware, обеспечивали сессию 3270 поверх IPX/SPX.
Позднейшие решения по эмуляции терминала 3270 были сфокусированы на его привязке к другим платформам — X Window System, Java и, наиболее массово — к имитации терминала 3270 средствами веб-приложения (следует отметить, что передача форм по HTTP очень похожа по технике исполнения на этот же механизм в 3270 и перенос приложений 3270 на разнообразные Web-клиенты был наиболее естественным).